# Europa Universalis: Crown of the North
Europa Universalis: Crown of the North (альтернативна назва — Svea Rike III) — відеогра жанру глобальної стратегії, розроблена шведською студією Paradox Entertainment 22 липня 2003 року. Є попередницею гри Europa Universalis. Відрізняється стратегічною глибиною та історичною достовірністю.

## Ігровий процес

Ігровий процес

Дія гри відбувається в реальному часі, проте швидкість реакції від гравця не потрібна, тому що в будь-який момент гри можна поставити паузу. Гра відбувається на схематично зображеній карті Скандинавського півострова та прибережних земель Польщі, Прибалтики та Росії, яка розділена на понад 40 морських і наземних провінцій. Час дії гри — від 1275 до 1340 року.
Гравець може взяти на себе керування одним із 6 претендентів на владу:
- Ерік V — правитель Данії,
- Магнус III Ладулос — король Швеції,
- Гокон V — король Норвегії,
- Ерік — середній син Магнуса III,
- Вальдемар I Біргерсон — молодший син Магнуса III,
- Стіг Андерссон — маршал короля Швеції.

Під їхнім контролем перебувають економіка країни, формування армій і флотів і керування ними, дипломатія, спорудження будівель. Монарху доводиться балансувати між  підтримкою чотирьох верств населення: селянами, міщанами, дворянами та духовенством, приймаючи ті чи інші укази та вирішуючи їхні прохання.
Крім гравця й інших претендентів існують також дворянські роди, які володіють провінціями. Зазвичай вони відносяться до гравця нейтрально та є основним об'єктом експансії. Окрім них є великі держави (Тевтонський орден і Новгород), досить небезпечні через свої великі армії.
Гравець сам може вибрати мету перед початком гри. За замовчуванням цією метою є набір найбільшої кількості очок до дати закінчення гри в 1340 або поразка інших супротивників. Очки видаються за різні досягнення в грі.

### Економіка
У грі існує 2 основних ресурси: зерно та срібло, які використовуються для створення армії, флоту і спорудження будівель. Зерно збирається на фермах, його кількість збільшується з підвищенням рівня розвитку будівлі. Срібло надходить у місті і на ринку, його кількість збільшується з підвищенням рівня розвитку будівлі.

### Інфраструктура
У грі існує 7 (8 у прибережних провінціях) будівель. Всі вони можуть розвиватися до 10 рівня, відкриваючи доступ до нових військ і рівнів решти будівель. У виробничих будівель зі зростанням рівня також зменшується час на створення військ.
- Фортечна стіна — показник оборони провінції.
- Місто — місце отримання податкових зборів, що дають срібло.
- Ферма — місце виробництва зерна. Тут видаються укази, спрямовані на селян.
- Ринок — дає срібло. Також необхідний для найму арбалетників і ландскнехтів. Є місцем для указів, спрямованих на містян.
- Церква — потрібна для побудови інших будівель. Є місцем для указів, спрямованих на духовенство.
- Замок — місце найму вершників і лицарів. Є місцем для указів, спрямованих на дворянство.
- Військовий табір — місце найму піхоти (піхотинці, арбалетики та ландскнехти).
- Гавань — місце найму флоту (човни, коги й каравели).

### Армія
У грі існує 8 типів військ, з них 5 — сухопутні, 3 — морські сили. У кожного виду існують позитивні та негативні властивості.

#### Сухопутні сили
Війська з'являються у військовому таборі (піхота) та замок (кавалерія).
У військовому таборі наймаються: піхотинець, ландскнехт, арбалетник.
У замку наймаються: вершники, лицарі.

#### Флот
Роль флоту в грі дуже важлива, тому що немає іншого способу пересування по морю і битв на ньому, як кораблі, які виробляються в гавані. Всього їх 3 види: човен, ког, каравела.

### Дипломатія
Гравець має можливість за допомогою дипломатії укладати союзи, пропонувати династичні шлюби, приносити дари, оголошувати війну і образити.

## Рецензії
Російський портал ігор «Absolute Games» поставив грі 40 %. Оглядач зазначив красиву графіку. До недоліків був віднесений слабкий штучний інтелект. Вердикт: «Підсумок сумний. Стратегічна гра позбавлена всього стратегічного. Немає статистики, графіків і звітів, симулюють процес управління державою. Дивуюся, як розробники „Європи“, друга частина якої заслужено отримала „Наш вибір“, додумалися випустити немічну Crown of the North. Криза, напевно. Творчий».